# Kūhi
Kūhi är en ort i Indien.   Den ligger i distriktet Nagpur och delstaten Maharashtra, i den centrala delen av landet, 900 km söder om huvudstaden New Delhi. Kūhi ligger 283 meter över havet och antalet invånare är 110 677.
Terrängen runt Kūhi är mycket platt. Runt Kūhi är det ganska tätbefolkat, med 179 invånare per kvadratkilometer. Kūhi är det största samhället i trakten. Trakten runt Kūhi består till största delen av jordbruksmark.